# Kabinett Rao

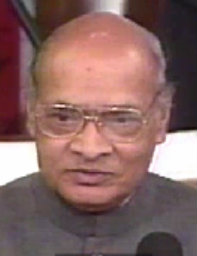
Premierminister P. V. Narasimha Rao

Das Kabinett Rao wurde in Indien am 21. Juni 1991 durch Premierminister P. V. Narasimha Rao vom Indischen Nationalkongress (INC) gebildet. Es löste das Kabinett Chandra Shekhar ab und blieb bis zum 16. Mai 1996 im Amt, woraufhin es durch das Kabinett Vajpayee I abgelöst wurde.
Bei der vorgezogenen Parlamentswahl 20. Mai, 12. und 15. Juni 1991, die von der Ermordung des früheren Premierministers und Vorsitzenden des INC Rajiv Gandhi am 21. Mai 1991 überschattet waren, errang der INC 232 der 523 Sitze in der Lok Sabha, während Bharatiya Janata Party (BJP) 120 und Janata Dal (JD) 59 Sitze erhielten. Daraufhin bildete P. V. Narasimha Rao vom INC am 21. Juni 1991 eine neue Regierung. Bei der Parlamentswahl am 27. April, 2. und 7. Mai 1996 erhielt der INC zwar die meisten Stimmen, verlor aber 7,46 Prozentpunkte und stellte nur noch 140 der 545 Abgeordnete. Aufgrund des Wahlrechts wurde die BJP, die fast 30 Millionen Stimmen weniger als der INC hatte, mit 161 Mandaten jedoch stärkste Fraktion in der Lok Sabha. Die JD kam auf 46 Parlamentarier und blieb drittstärkste Kraft. Als erster Regierungschef Indiens wurde er deswegen wegen Bestechung in einem Strafverfahren verurteilt und wurde daraufhin am 16. Mai 1996 in einem Misstrauensvotum gestürzt. Daraufhin bildete der BJP-Politiker Atal Bihari Vajpayee am 16. Mai 1991 eine Minderheitsregierung. Da dieser jedoch keine Mehrheit für seine Regierung fand, reichte Vajpayee bereits nach knapp zweiwöchiger Amtszeit am 1. Juni 1996 wieder seinen Rücktritt ein.

## Minister
Dem Kabinett gehörten folgende Minister an:
| Amt                                                  | Name                                                                 | Partei | Beginn der Amtszeit                                         | Ende der Amtszeit                                          |
| ---------------------------------------------------- | -------------------------------------------------------------------- | ------ | ----------------------------------------------------------- | ---------------------------------------------------------- |
| Premierminister                                      | P. V. Narasimha Rao                                                  | INC    | 21. Juni 1991                                               | 16. Mai 1996                                               |
| Minister für die Entwicklung menschlicher Ressourcen | Arjun Singh Madhavrao Scindia                                        | INC    | 21. Juni 1991 9. Februar 1995                               | 24. Dezember 1994 17. Januar 1996                          |
| Finanzminister                                       | Manmohan Singh                                                       | INC    | 21. Juni 1991                                               | 15. Mai 1996                                               |
| Außenminister                                        | Madhavsinh Solanki P. V. Narasimha Rao Dinesh Singh Pranab Mukherjee | INC    | 21. Juni 1991 31. März 1992 17. Januar 1993 9. Februar 1995 | 31. März 1992 17. Januar 1993 9. Februar 1995 15. Mai 1996 |
| Verteidigungsminister                                | Sharad Pawar P. V. Narasimha Rao                                     | INC    | 21. Juni 1991 3. März 1993                                  | 3. März 1993 15. Mai 1996                                  |
| Landwirtschaftsminister                              | Balram Jakhar Jagannath Mishra                                       | INC    | 21. Juni 1991 8. Februar 1996                               | 17. Januar 1996 15. Mai 1996                               |
| Innenminister                                        | Shankarrao Chavan                                                    | INC    | 21. Juni 1991                                               | 15. Mai 1996                                               |
| Minister für Gesundheit und Familienfürsorge         | Makhan Lal Fotedar B. Shankaranand A. R. Antulay                     | INC    | 21. Juni 1991 17. Januar 1993 10. Juni 1995                 | 17. Januar 1993 22. Dezember 1994 15. Mai 1996             |
| Minister für parlamentarische Angelegenheiten        | Ghulam Nabi Azad Vidya Charan Shukla Ghulam Nabi Azad                | INC    | 21. Juni 1991 17. Januar 1993 17. Januar 1996               | 17. Januar 1993 15. Mai 1996                               |
| Eisenbahnminister                                    | C. K. Jaffer Sharief P. V. Narasimha Rao                             | INC    | 21. Juni 1991 13. Oktober 1995                              | 13. Oktober 1995 15. Mai 1996                              |
| Ministerin für Stadtentwicklung                      | Sheila Kaul                                                          | INC    | 21. Juni 1991                                               | 16. September 1995                                         |
| Beschäftigungsminister                               | Sheila Kaul Jagannath Mishra                                         | INC    | 15. Mai 1995 10. Juni 1995                                  | 10. Juni 1995 15. Mai 1996                                 |
| Wohlfahrtsminister                                   | Sitaram Kesri                                                        | INC    | 21. Juni 1991                                               | 15. Mai 1996                                               |
| Minister für Recht und Justiz                        | Kotla Vijaya Bhaskara Reddy P. V. Narasimha Rao                      | INC    | 21. Juni 1991 17. Januar 1993                               | 17. Januar 1993 9. Februar 1995                            |
| Minister für Zivilluftfahrt und Tourismus            | Madhavrao Scindia Ghulam Nabi Azad                                   | INC    | 21. Juni 1991 17. Januar 1993                               | 10. Januar 1993 15. Mai 1996                               |
| Minister für Erdöl und Naturgas                      | B. Shankaranand                                                      | INC    | 21. Juni 1991                                               | 17. Januar 1993                                            |
| Energieminister                                      | N. K. P. Salve                                                       | INC    | 17. Januar 1993                                             | 15. Mai 1996                                               |
| Minister für Wasserressourcen                        | Vidya Charan Shukla A. R. Antulay                                    | INC    | 21. Juni 1991 8. Februar 1996                               | 17. Januar 1996 15. Mai 1996                               |
| Handelsminister                                      | Pranab Mukherjee                                                     | INC    | 17. Januar 1993 31. August 1993                             | 8. Juli 1993 9. Februar 1995                               |
| Minister für zivile Versorgung                       | A. K. Antony Buta Singh                                              | INC    | 17. Januar 1993 9. Februar 1995                             | 14. Dezember 1994 20. Februar 1996                         |
| Minister für Chemikalien und Düngemittel             | Ram Lakhan Singh Yadav                                               | INC    | 9. Februar 1995                                             | 15. Mai 1996                                               |
| Ernährungsminister                                   | Ajit Singh                                                           | INC    | 9. Februar 1995                                             | 15. Mai 1996                                               |
| Minister für Textilien                               | G. Venkat Swamy                                                      | INC    | 9. Februar 1995                                             | 16. September 1995                                         |
| Arbeitsminister                                      | Purno Agitok Sangma G. Venkat Swamy                                  | INC    | 9. Februar 1995 16. September 1995                          | 16. September 1995 15. Mai 1996                            |
| Industrieminister                                    | K. Karunakaran                                                       | INC    | 10. Juni 1995                                               | 15. Mai 1996                                               |
| Minister für ländliche Entwicklung                   | Jagannath Mishra                                                     | INC    | 10. Juni 1995                                               | 15. Mai 1996                                               |
| Minister für Information und Rundfunk                | P. A. Sangma                                                         | INC    | 16. September 1995                                          | 15. Mai 1996                                               |
| Minister ohne Geschäftsbereich                       | Dinesh Singh                                                         | INC    | 9. Februar 1995                                             | 30. November 1995                                          |
| Minister ohne Geschäftsbereich                       | C. K. Jaffer Sharief                                                 | INC    | 13. Oktober 1995                                            | 22. November 1995                                          |